# ХК ЈИП Јивескиле
ХК ЈИП Јивескиле (фин. JYP Jyväskylä) професионални је фински клуб хокеја на леду из града Јивескиле. Тренутно се такмичи у елитној хокејашкој лиги Финске .
Своје домаће утакмице игра у Синергија арени капацитета 4.500 места за хокејашке утакмице.

## Историјат
Клуб је основан 1923. као део спортског клуба Јивескилен Палоилијат (фин. Jyväskylän Palloilijat), а као засебан спортски колектив постоји од 1977. године. 
У својој историји клуб је два пута освајао титуле националног првака, у сезонама 2008/09. и 2011/12. 
Од септембра 2010. клуб има потписан уговор о партнерству са НХЛ лигашем Бостон Бруинсима.

## Успеси
- Национални првак: 2 пута (2008/09, 2011/12)
- Финалиста плеј-офа: 2 пута (1988/89, 1991/92)
- Бронзана медаља СМ-лиге: 3 пута (1992/93, 2009/10, 2012/13)